# Шиподзьоб широкохвостий
Шиподзьоб широкохвостий (Acanthiza apicalis) — вид горобцеподібних птахів родини шиподзьобових (Acanthizidae). Ендемік Австралії.

## Опис
Довжина птаха становить 9-11 см, вага 7 г. Спина сіро-коричнева, гузка рудувата, хвіст темний з білим кінчиком. Живіт кремового кольору з темними плямками. Самці дещо бідьші за самок.

## Підвиди
Виділяють чотири підвиди:
- A. a. cinerascens Schodde & Mason, IJ, 1999 (схід Австралії);
- A. a. whitlocki North, 1909 (захід і центр Австралії);[5]
- A. a. apicalis Gould, 1847 (південний захід і південь Австралії);
- A. a. albiventris North, 1904 (південний схід Австралії).

## Поширення і екологія
Широкохвості шиподзьоби є ендеміками Австралії. Мешкають в сухих чагарниках і лісах; на південному заході мешкають також в піщаних пустищах і евкаліптових лісах.

## Раціон
Широкохвості шиподзьоби харчуються комахами і павуками, а також доповнюють раціон насінням. Харчуються на землі, під чагарниками, а також серед листя.

## Розмноження
Сезон розмноження триває з липня по грудень. В кладці зазвичай три яйця, інкубаційний період триває 19 днів. Пташенята покидають гніздо на 17 день.